# Comissió Warren

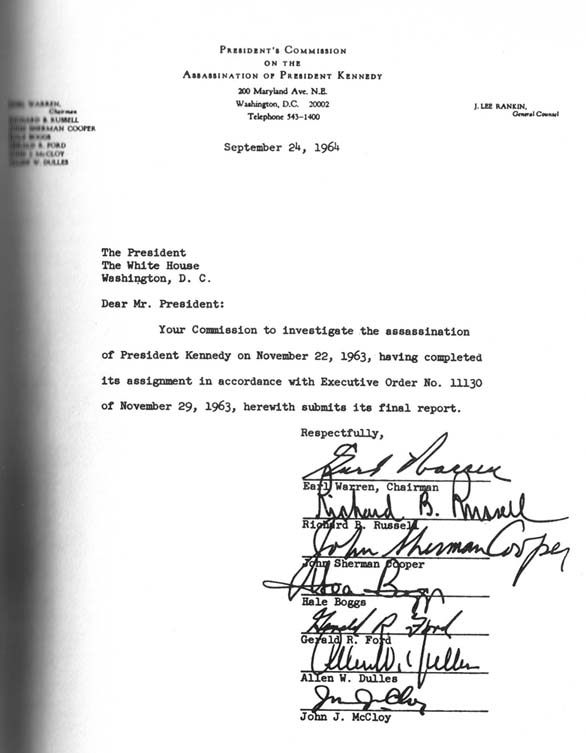
Pàgina de la coberta de l'informe de la Comissió Warren

La Comissió presidencial sobre l'assassinat del President Kennedy, coneguda amb el nom de Comissió Warren és una comissió presidencial americana creada per un decret del president Lyndon B. Johnson de 29 de novembre de 1963, per investigar sobre les circumstàncies de l'assassinat del president Kennedy, ocorregut tot just set dies abans.
La comissió prengué el seu nom oficiós del seu president, Earl Warren, que aleshores era president del Tribunal Suprem dels Estats Units.
El seu informe final de 888 pàgines fou presentat al president Johnson el 24 de setembre de 1964 i es feu públic tres dies més tard. Va concloure que Lee Harvey Oswald havia actuat sol en l'assassinat del president Kennedy i la ferida del governador de Texas John Connally. Des de la seva publicació, les conclusions d'aquest informe s'han prestat a fortes controvèrsies. El treball de la comissió fou criticat punt per punt per certs estudis ulteriors i aprovat per d'altres.

## Creació de la comissió
Després de la mort de Lee Harvey Oswald sospitós arrestat després de la mort del president, per Jack Ruby, el nou president Lyndon B. Johnson decidí, després de diverses consultes, que convenia reagrupar les diverses investigacions en curs sota l'autoritat d'una comissió d'investigació federal.
Per decret presidencial del 29 de novembre de 1963, el president creà la Comissió que havia de ser presidida per Earl Warren. Els altres membres de la Comissió eren:
- Hale Boggs, congressista demòcrata de Louisiana
- John Sherman Cooper, un senador republicà de Kentucky
- Allen Dulles, antic director de la CIA
- Gerald Ford, congressista republicà de Michigan (futur vicepresident i president)
- John J. McCloy, antic president del Banc Mundial i diplomàtic.
- Richard Russell, Jr., un senador demòcrata de Geòrgia.

Arlen Specter, futur senador de Pennsilvània, treballava com a jurista per a la Comissió.
Durant els 10 mesos que durà la seva investigació, la Comissió escoltà les declaracions de 552 testimonis i estudià els informes de 10 agències federals. Les audiències se celebraven a porta tancada, excepte que el testimoni demanés que fos pública (sols dos testimonis ho demanaren).
400 persones van treballar per a la Comissió i va costar 10 milions de dólars.
Va remetre el seu informe el setembre de 1964, 5 setmanes abans de les eleccions presidencials. L'informe estava constituït per un volum que contenia l'informe i les seves conclusions, acompanyat de 26 volums que contenien les declaracions dels testimonis i els documents de la investigació, la qual cosa feia un total de 16.000 pàgines.

## Conclusions de la Comissió
La Comissió afirmà que no havia pogut trobar cap element que pogués demostrar l'existència d'un complot i conclogué que Lee Harvey Oswald era l'únic responsable de l'assassinat.
La Comissió afirmà que Oswald havia disparat tres bales des del cinquè pis de l'edifici conegut amb el nom de Texas School Book Depository, pis on foren trobats tres casquets de bala, a més del fusell d'Oswald amb una beina de bala encallada.
La comissió va concloure:
- que el conjunt de ferides causades als ocupants de la limusina havia estat causat, versemblantment, per dues bales i que un tret no havia encertat el cotxe, però no es va poder determinar quin va ser el tret; la Comissió d'investigació del Congrés sobre els assassinats de 1979, la House Select Committee on Assassinations o HSCA, conclogué, per la seva part, que dos tiradors i no pas un de sol havien causat les ferides;
- que el primer tret que va causar les ferides havia tocat el president a la part alta de l'esquena, havia sortit per la seva gola i havia, versemblantment, causat les ferides del governador John B. Connally.

Aquest segon punt és conegut amb el nom de teoria de la bala única (o teoria de la bala màgica pels seus detractors) i és particularment important perquè el període entre les ferides no fatals del president i les del governador és insuficient per permetre a un tirador de recarregar.

## Conseqüències
Després de la seva publicació el 1964, el conjunt de dossiers de la comissió foren declarats secrets per un període de 75 anys (fins al 2039). Des d'aleshores, no obstant això, la gran majoria dels dossiers han estat publicats i els últims documents ho haurien de ser el 2017.
Els resultats obtinguts per la comissió, així com els seus mètodes, foren durament criticats en els anys següents.
Tres altres investigacions conduïdes per les autoritats americanes han abocat igualment a la conclusió que el president havia estat assassinat per dos trets provinents de darrere d'ell: un conjunt d'experts convocats pel procurador general Ramsey Clark el 1968, una comissió d'investigació sobre les activitats de la CIA el 1975 (coneguda amb el nom de la Comissió Rockefeller, pel nom del seu president i l'HSCA el 1979. Les conclusions de l'HSCA eren, no obstant això, que l'assassinat del president havia estat versemblantment el resultat d'una conspiració i que un quart tret havia estat efectuat enfront de la limusina presidencial, però que havia errat el seu objectiu. De tota manera, aquestes conclusions sobre un quart tret han estat igualment criticades, especialment perquè elles descansen essencialment sobre unes proves sonores la interpretació de les quals és incerta.
Les conclusions de la Comissió Warren són de manera general fortament criticades, i si bé és cert que la majoria dels ciutadans nord-americans pensen que Oswald va abatre el president Kennedy, no és menys cert que la major part pensa, igualment, que Oswald formava part d'una conspiració i, per tant, no creuen la tesi oficial defensada per la Comissió.